# Hank Landry
El Mayor General Hank Landry es un personaje ficticio del universo ficcional de la serie de ciencia ficción Stargate SG-1 interpretado por Beau Bridges. Fue asignado como comandante del Comando Stargate en el 2005 (temporada 9) por el presidente Henry Hayes, según lo sugerido por su predecesor Jack O'Neill. Es un amigo cercano de O'Neill y de George Hammond. Tiene una inclinación por citar a generales famosos como George Washington, Douglas MacArthur y George S. Patton.
- Datos: Q2456985